# Cerkiew Żyrowickiej Ikony Matki Bożej w Brzozówce
Cerkiew pod wezwaniem Żyrowickiej Ikony Matki Bożej – prawosławna cerkiew parafialna w Brzozówce, w dekanacie lidzkim eparchii lidzkiej Egzarchatu Białoruskiego Patriarchatu Moskiewskiego.
Cerkiew znajduje się przy ulicy Dzierżyńskiego.

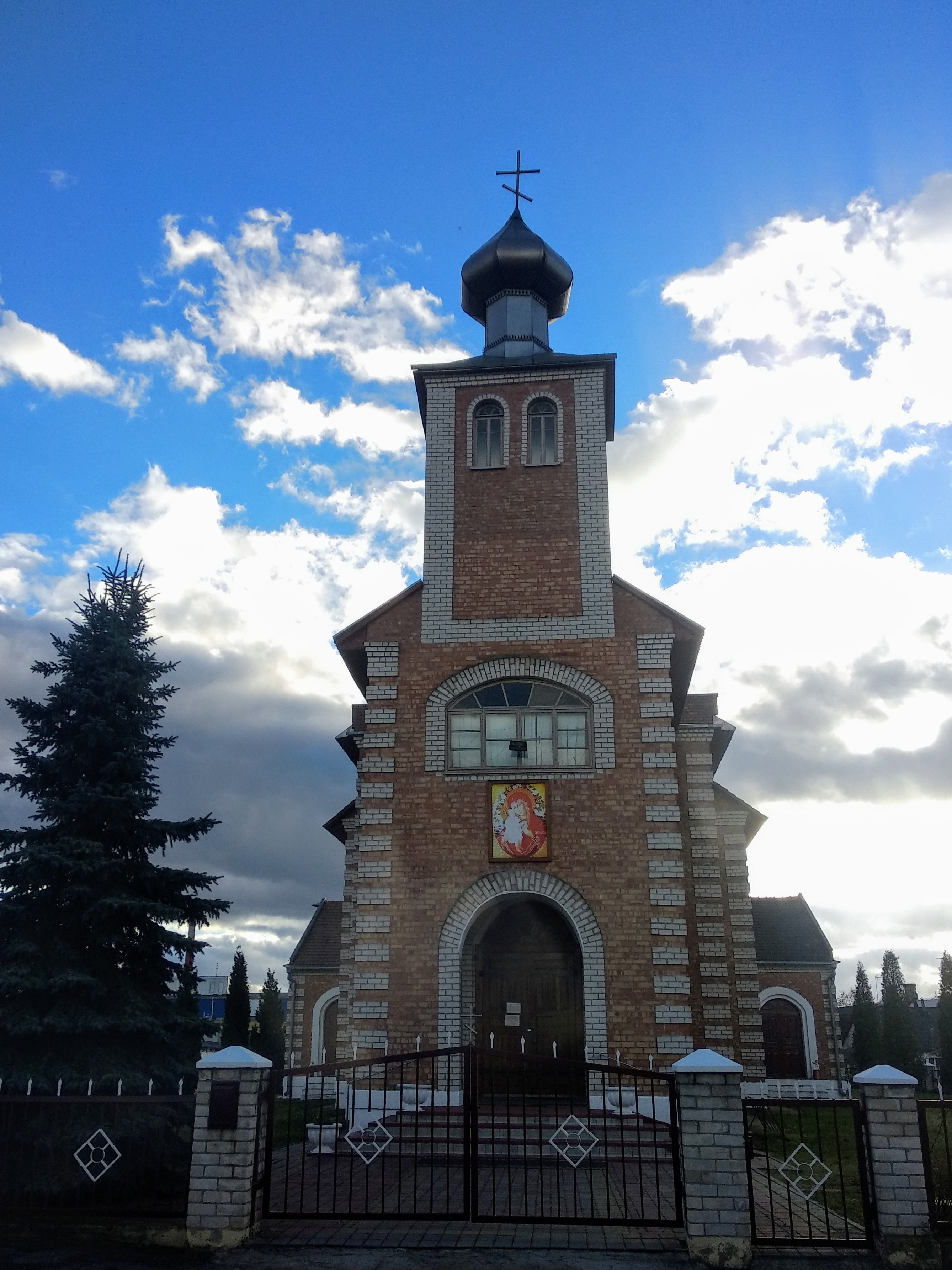
Cerkiew od frontu

Budowę świątyni rozpoczęto w związku z erygowaniem w sierpniu 1991 r. parafii prawosławnej w Brzozówce. Prace budowlane trwały trzy lata. 6 grudnia 1994 r. gotową cerkiew poświęcił biskup nowogródzki i lidzki Konstantyn.
W cerkwi znajduje się otoczona szczególnym kultem ikona św. Nowomęczennika Metropolity Kijowskiego Włodzimierza, z cząstką relikwii.